# Rupert Böck

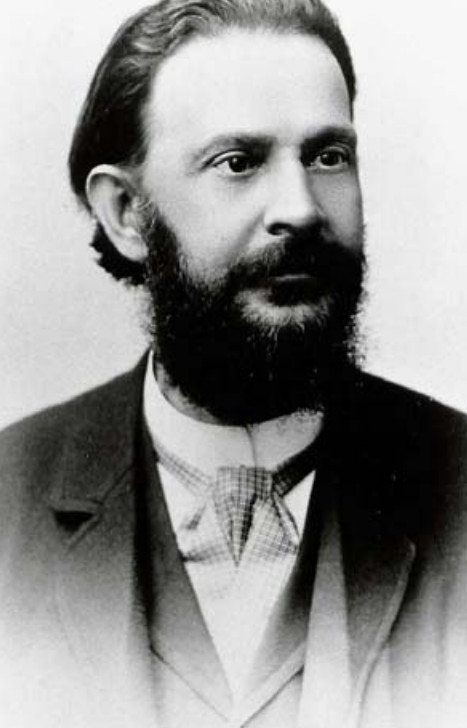
Rupert Böck

Rupert Böck (* 19. September 1845 in Wien; † 30. Jänner 1899 ebenda) war ein österreichischer Maschinenbauer und Hochschullehrer. Er war Rektor der Technischen Hochschule Wien und Direktor der Bergakademie Leoben.

## Leben
Rupert Böck studierte am k.k. Polytechnischen Institut in Wien, ab 1867 war er Assistent an der Technischen Hochschule Brünn. 1871/72 war er als Konstrukteur bei Escher-Wyss in Zürich tätig. Ab 1872 war er Privatdozent für Mechanik und Maschinenlehre und ab 1875 ordentlicher Professor für Mechanik und Allgemeine Maschinenbaukunde an der Bergakademie in Leoben (heute Montanuniversität). In den Studienjahren 1885/86 und 1886/87 war er Direktor der Berkakademie Leoben. Ab 1887 lehrte er an der Technischen Hochschule Graz.
1889 wurde er als ordentlicher Professor der Technischen Mechanik und Maschinenlehre als Nachfolger von Karl Jenny an die Technische Hochschule Wien berufen. Im Studienjahr 1892/93 wurde er zum Rektor der Technischen Hochschule Wien gewählt. 1893 richtete er dort ein mechanisch-technisches Labor ein, das später zur Technischen Versuchs- und Forschungsanstalt (TVFA) weiterentwickelt wurde. Böck führte unter anderem Untersuchungen über Vorgänge beim Walzen durch. 
Rupert Böck starb 1899 im Alter von 53 Jahren. Sein Sohn Friedrich Böck war ebenfalls Rektor der TH Wien.

## Publikationen (Auswahl)
- Elemente der Maschinenlehre, 2. Auflage Brünn 1876
- Abhandlungen über die Vorgänge beim Walzen und über Wassermotoren
- 1873: Versuche über den Kraftaufwand beim Walzen von Blech, Berg- und Hüttenmännisches Jahrbuch, Band 21, S. 314–326
- 1874: Über Ermittlung des Kraftbedarfes beim Walzen, Berg- und Hüttenmännisches Jahrbuch, Band 22, S. 431–432